# Copa Intercontinental de Fútbol Sala 2005
La Copa Intercontinental de Futsal de 2005 corresponde a la octava edición del trofeo y a la segunda Copa Intercontinental de Futsal reconocida por la FIFA. Se jugó en el pabellón municipal de Puertollano (Ciudad Real), del 7 al 10 de abril y la organización corrió a cargo de la Liga Nacional de Fútbol Sala.

## Participantes
Los participantes fueron:
- Boomerang Interviú de España, campeón de la UEFA Futsal Cup.
- SL Benfica de Portugal, subcampeón de la UEFA Futsal Cup.
- Malwee/Jaraguá de Brasil, campeón del Sudamericano de Clubes.
- Carlos Barbosa de Brasil, campeón de la edición anterior y defensor del título.
- Fire Fox de Japón, campeón japonés.
- Pittsburgh FC de Estados Unidos, campeón estadounidense.

## Competición

### Grupo A
| Equipo             | Pts | PJ | PG | PE | PP | GF | GC |
| ------------------ | --- | -- | -- | -- | -- | -- | -- |
| 1. Malwee/Jaraguà  | 4   | 2  | 1  | 1  | 0  | 16 | 1  |
| 2. Carlos Barbosa  | 4   | 2  | 1  | 1  | 0  | 12 | 2  |
| 3. Pittsburgh F.C. | 0   | 2  | 0  | 0  | 2  | 1  | 26 |

### Grupo B
| Equipo                | Pts | PJ | PG | PE | PP | GF | GC |
| --------------------- | --- | -- | -- | -- | -- | -- | -- |
| 1. Boomerang Interviú | 6   | 2  | 2  | 0  | 0  | 15 | 1  |
| 2. SL Benfica         | 3   | 2  | 1  | 0  | 1  | 12 | 8  |
| 3. Fire Fox           | 0   | 2  | 0  | 0  | 2  | 0  | 18 |

#### Partidos
7 de abril
| Hora  | Partido                        | Resultado  | Árbitros                                         |
| ----- | ------------------------------ | ---------- | ------------------------------------------------ |
| 19:00 | Carlos Barbosa - Pittsburgh FC | 11-1 (7-0) | Fusaya Suzuki (Japón) y Blazques Sierra (España) |
| 21:00 | Boomerang Interviú - Fire Fox  | 7-0 (4-0)  | Vescio (Italia) e Iván Novak (Croacia)           |

8 de abril
| Hora  | Partido                        | Resultado  | Árbitros                                          |
| ----- | ------------------------------ | ---------- | ------------------------------------------------- |
| 19:00 | Malwee/Jaraguá - Pittsburgh FC | 15-0 (4-0) | Shinichi Hirano (Japón) y Francisco Peña (España) |
| 21:00 | SL Benfica - Fire Fox          | 11-0 (3-0) |                                                   |

9 de abril
| Hora  | Partido                         | Resultado | Árbitros                                          |
| ----- | ------------------------------- | --------- | ------------------------------------------------- |
| 16:15 | Boomerang Interviú - SL Benfica | 8-1 (3-0) | Ivan Novak (Croacia) y Shinichi Hirano (Japón)    |
| 18:30 | Carlos Barbosa - Malwee/Jaraguá | 1-1 (1-0) | Roberto Gracia (España) y Francisco Peña (España) |

5º y 6º puesto (3º del Grupo A - 3º del Grupo B)
| 10 de abril de 2005, 9:30 | Pittsburg FC | 0:9 (0:7) | Fire Fox                                                                                         | Pabellón Municipal de Puertollano, Puertollano                                                     | |
|                           |              |           | Yoshinari 1' Inaba 3' Itaya 7' Kogure 12' Itaya 16' Inaba 16' Komatsu 19' Inaba 35' Komiyama 39' | Asistencia: 500 espectadores Árbitro(s): Francisco Gracia Marín (España) y Shinichi Hirano (Japón) | Asistencia: 500 espectadores Árbitro(s): Francisco Gracia Marín (España) y Shinichi Hirano (Japón) |

3º y 4º puesto (2º del Grupa A - 2º del Grupo B)
| 10 de abril de 2005, 14:00 | Carlos Barbosa                                      | 4:0 (0:0) | SL Benfica | Pabellón Municipal de Puertollano, Puertollano                                             |                                                                                            |
|                            | Dionizio 34' Elisandro 36' Fininho 38' Dionizio 39' |           |            | Asistencia: 2.500 espectadores Árbitro(s): Francisco Peña (España) y Fusaya Suzuki (Japón) | Asistencia: 2.500 espectadores Árbitro(s): Francisco Peña (España) y Fusaya Suzuki (Japón) |

Final (1º del Grupa A - 1º del Grupo B)
| 10 de abril de 2005, 15:30 | Malwee/Jaraguà      | 2:5 (1:2) | Boomerang Interviú                                            | Pabellón Municipal de Puertollano, Puertollano                                           |                                                                                          |
|                            | Xande 6' Marcio 38' |           | Marquinho 2' Daniel 11' Marquinho34' Marquinho 39' Daniel 39' | Asistencia: 3.500 espectadores Árbitro(s): Ivan Novak (Croacia) y Ercole Vescio (Italia) | Asistencia: 3.500 espectadores Árbitro(s): Ivan Novak (Croacia) y Ercole Vescio (Italia) |

## Premios
- Eka (Malwee/Jaraguá) fue el máximo anotador con seis goles.
- Marquinho (Boomerang Interviú) fue elegido mejor jugador de la competición.

- Datos: Q3799432